# Battaglia di Custoza (1848)
Per battaglia di Custoza si intende una serie di scontri combattuti tra il 22 e il 27 luglio 1848, durante la prima guerra d'indipendenza italiana, tra le truppe del Regno di Sardegna, guidate da re Carlo Alberto di Savoia, e quelle dell'Impero austriaco, comandate dal maresciallo Josef Radetzky.
La battaglia, vinta dagli austriaci, fu un evento decisivo poiché determinò la ritirata fino a Milano dell'esercito piemontese, che dovette così abbandonare i territori conquistati durante la fase iniziale della guerra. In ultima analisi provocò la disfatta del Regno di Sardegna nella prima delle due campagne militari del conflitto.

## Gli antefatti
Giunto dal Piemonte fino alle fortezze del Quadrilatero, l'esercito del Regno di Sardegna si era dovuto arrestare di fronte a Verona (battaglia di Santa Lucia) per la forte resistenza incontrata. Aveva parato il colpo di una grande manovra di avvolgimento da sud austriaca (battaglia di Goito), era riuscito a conquistare dopo un assedio Peschiera del Garda, e aveva iniziato il blocco di Mantova.
Intorno al 20 luglio 1848, però, il fronte, a causa di alcune iniziative piemontesi, si era allungato (da Rivoli a Governolo) per 70 km. Radetzky, riorganizzato e rinforzato il suo esercito, si preparava alla grande controffensiva che avrebbe respinto Carlo Alberto a Milano.

## Le forze in campo
Gli eserciti schierati sulla lunga linea del fronte, il 20 luglio 1848, erano numericamente pressoché uguali: 75 000 uomini da parte italiana, 76 000 da parte austriaca. Gli italiani erano così schierati:
- 1º Corpo d'armata (generale Eusebio Bava): 1ª divisione (Claudio Seyssel d'Aix e Sommariva), 2ª divisione (Vittorio Garretti di Ferrere) e 3ª divisione lombarda (Ettore Perrone di San Martino) oltre a metà della 4ª divisione, tutte impegnate nel blocco di Mantova.
- 2º Corpo d'armata (Ettore de Sonnaz): 3ª divisione (Mario Broglia di Casalborgone), metà della 4ª divisione (Ferdinando di Savoia, duca di Genova), brigata regolare toscana, tutte da Villafranca a Rivoli; 1ª divisione di riserva (Vittorio Emanuele, duca di Savoia) a Marmirolo, 2ª divisione di riserva (Bonifacio Visconti d'Ornavasso) sul Mincio (da Goito a Peschiera).

La prima linea dell'esercito piemontese risultava così divisa in due gruppi, uno attorno a Mantova e uno presso l'Adige e di fronte a Verona.
Le forze austriache erano così suddivise:
- 1º Corpo d'armata (Eugen Wratislaw), 2º corpo d'armata (Konstantin d'Aspre), corpo di riserva (Gustav Wocher) a Verona con 40 000 uomini in totale.
- 3º Corpo d'armata (Georg Thurn Valsassina) a Rovereto con 7 000 uomini.
- 4º Corpo d'armata (Karl Culoz) a Legnago con 10 000 uomini.
- Presidi vari comprendenti 19 000 uomini[1].

## L'inizio dell'offensiva austriaca

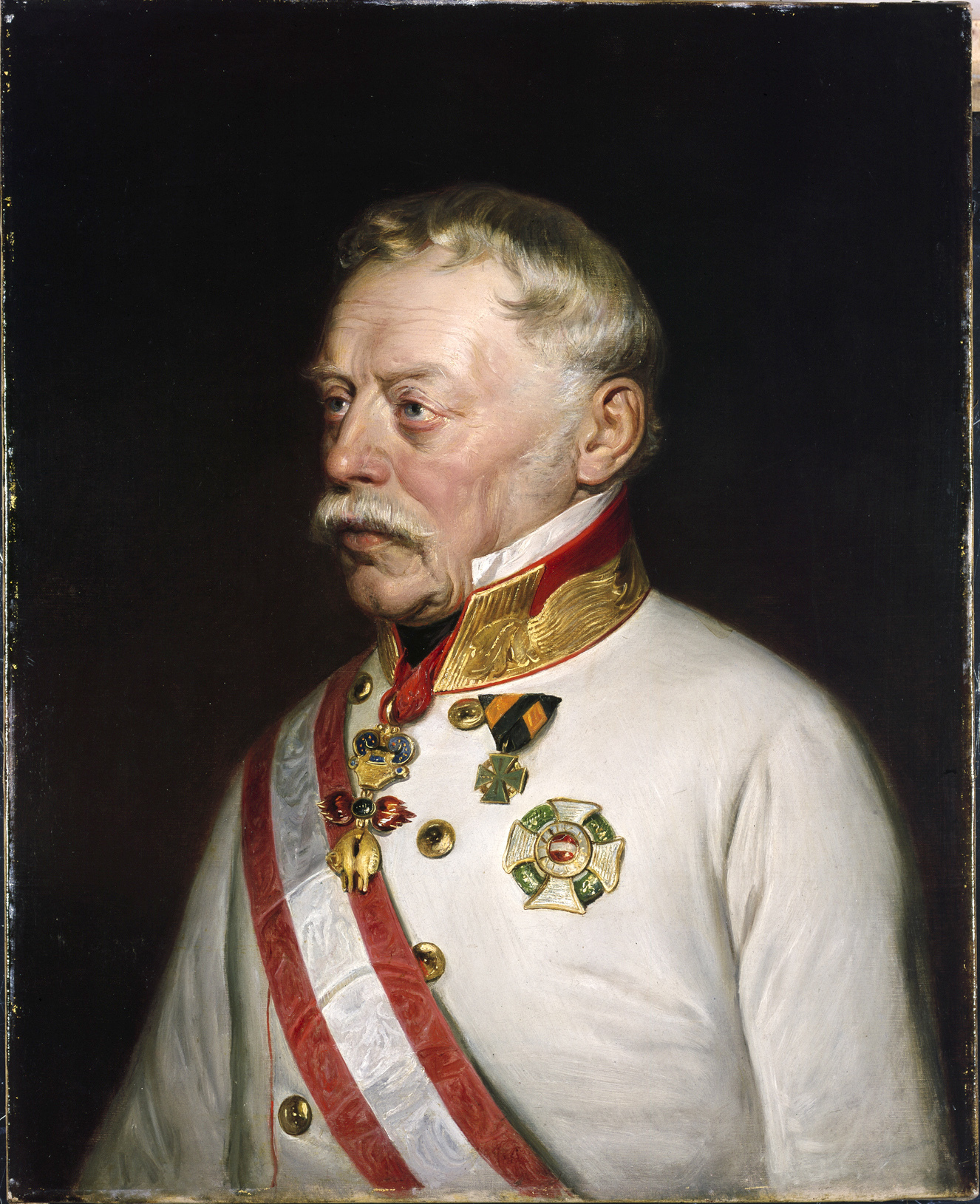
Il generale Josef Radetzky, comandante dell'esercito austriaco nel Lombardo-Veneto

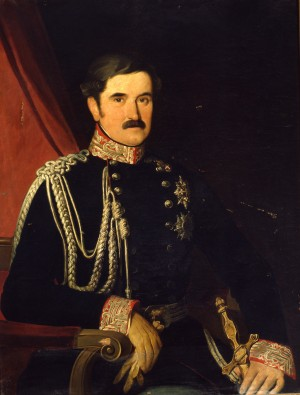
Eusebio Bava, comandante diretto del 1º corpo d'armata e, con Carlo Alberto, dell'esercito piemontese

All'alba del 22 luglio 1848 gli austriaci attaccarono a nord di Rivoli, all'estrema sinistra dello schieramento piemontese. Iniziò le operazioni il 3º corpo di Thurn da Rovereto: l'assalto trovò una vigorosa resistenza e procedette lentamente. Accorse de Sonnaz da Sandrà (fra Castelnuovo del Garda e Bussolengo) e il nemico fu fermato ed energicamente contrattaccato. Il comandante del 2º corpo piemontese, però, sospettò che l'azione austriaca mirasse a richiamare forze alla sinistra per indebolire il centro; perciò nella notte del 23 luglio fece iniziare il ripiegamento.
Ma al mattino del 23 le truppe di Rivoli erano ancora in marcia quando, fra Sona e Sommacampagna, Radetzky sferrò un grande attacco verso il Mincio. Avanzarono il 1º e il 2º corpo mentre il corpo di riserva si teneva a breve distanza. Una massa di 60 battaglioni o poco meno, di cui due terzi di prima linea, con 183 cannoni, puntava contro la 3ª divisione piemontese e 1 200 toscani, che contavano in complesso, comprese le riserve, 14 battaglioni e 36 cannoni. L'attacco fu sferrato alle 7:30 e trovò una difesa in molti punti tenace, ma la sproporzione delle forze era troppo grande e alle 12 gli austriaci del 2º corpo avevano già conquistato le forti posizioni che gli italiani tenevano da quasi tre mesi.
Nell'insieme la linea italiana dall'Adige a Sommacampagna, costituita anche da un battaglione parmense e uno modenese, fu travolta da un attacco lanciato quasi di sorpresa durante il quale né il comando supremo piemontese né quello del 2º corpo furono in grado di intervenire. Così, nel pomeriggio del 23 luglio il 2º corpo d'armata di de Sonnaz era ovunque in ritirata e si concentrava la sera quasi tutto a Cavalcaselle, poco a est di Peschiera.
Gli scontri di Rivoli e di Sona e Sommacampagna, benché vinti dagli austriaci, portarono a un accorciamento e a un consolidamento della linea dell'esercito piemontese che, complessivamente, subì meno perdite di quello austriaco. Radetzky aveva inoltre quasi sempre mancato le azioni avvolgenti consentendo al nemico di ritirarsi con le artiglierie.

## Gli austriaci al Mincio

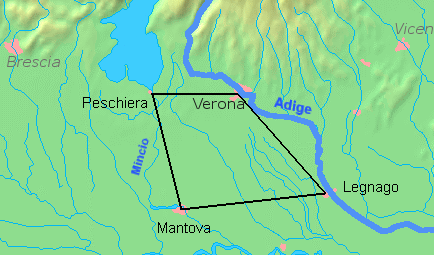
Le Fortezze del Quadrilatero, nucleo difensivo dell'esercito austriaco nel Lombardo-Veneto

Contrariamente a quanto immaginato da de Sonnaz che credeva che gli austriaci fossero stanchi e timorosi di avanzare, alle 16 del 23 luglio, gli uomini di Radetzky iniziarono a passare sulla sponda destra del Mincio, in località Salionze (fra Peschiera e Monzambano). A questo punto de Sonnaz decise, dopo l'una di notte, di ritirarsi e portarsi anch'esso sulla sponda destra del fiume. Egli riteneva che l'attacco austriaco si sarebbe svolto a Monzambano, ma dovette ricredersi e la mattina dopo a Salionze le truppe piemontesi, molto stanche per la marcia, vennero battute. Per cui alle 12 del 24 de Sonnaz decise prima di ritirarsi su Borghetto e poi di ripiegare la sera ancora più a sud, su Volta.
Nel pomeriggio del 24 gli austriaci erano interamente padroni dei passi sul Mincio di Salionze, Monzambano e Valeggio. Nello stesso tempo, alle 16:30, forze piemontesi che avevano risalito la sponda sinistra del Mincio da Mantova attaccarono guidate da Bava il fianco sinistro dell'avanzata austriaca. Si trattava della 1ª divisione di riserva di Vittorio Emanuele che fra Sommacampagna e Custoza si scontrò con una brigata austriaca nell'avvallamento di Staffalo. Dopo quasi quattro ore di combattimenti gli austriaci si ritirarono contando 50 morti e 104 feriti, e lasciando 1 160 prigionieri ai piemontesi. Questi ultimi contarono invece solo 16 morti e 54 feriti. La vittoria sollevò il morale del comando supremo piemontese che si illuse di aver colpito il 1º corpo austriaco in modo decisivo.
Conseguenza dello scontro di Staffalo fu l'occupazione da parte dei piemontesi delle alture di Sommacampagna e Custoza. Radetzky, nel suo tentativo di passare subito il Mincio, venne così a essere minacciato alle spalle; ma appena se ne accorse richiamò le colonne che avevano varcato il fiume.

## Il fallimento del contrattacco piemontese

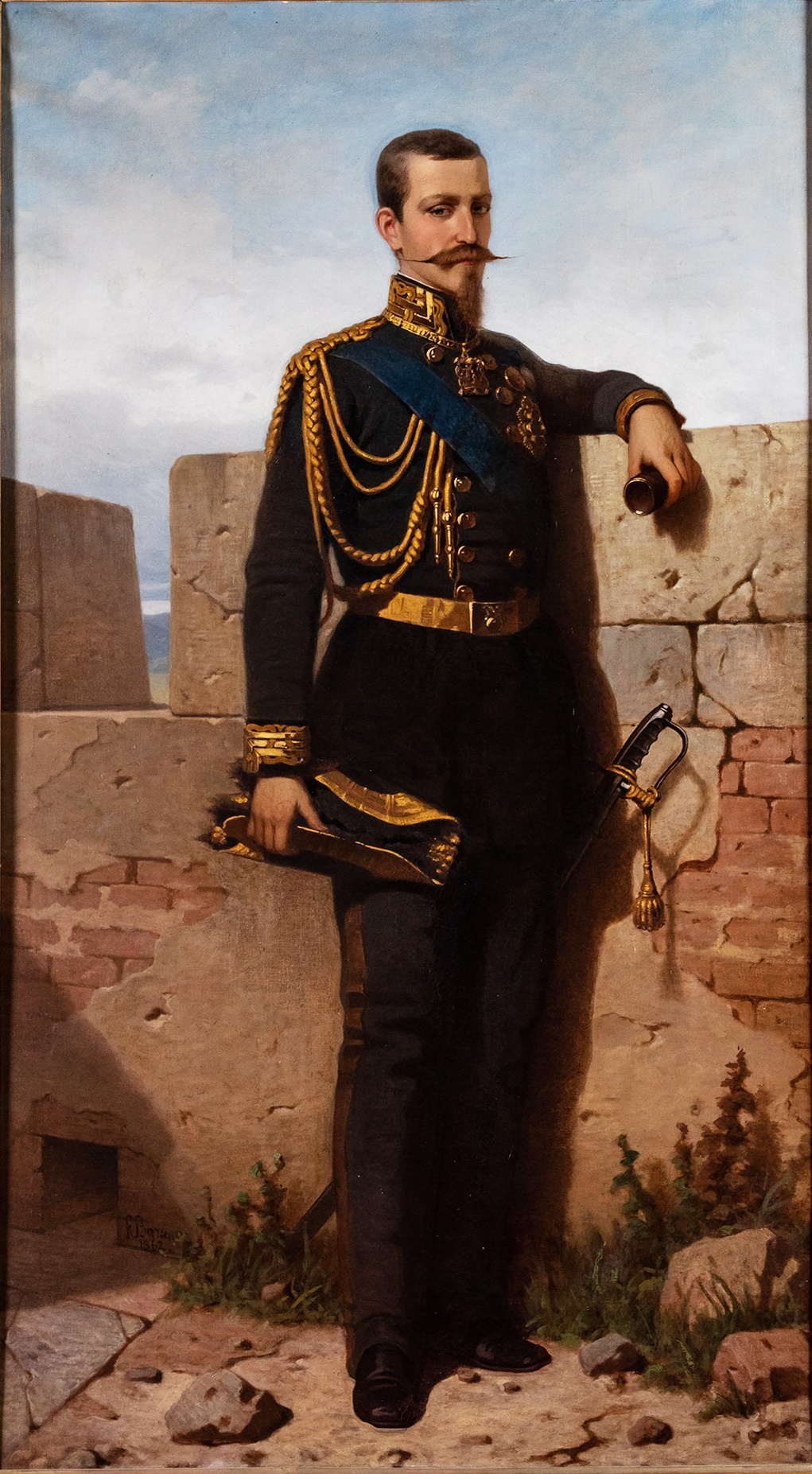
Il duca di Genova, capo della 4ª divisione, si distinse nella difesa dell'ala destra dello schieramento piemontese

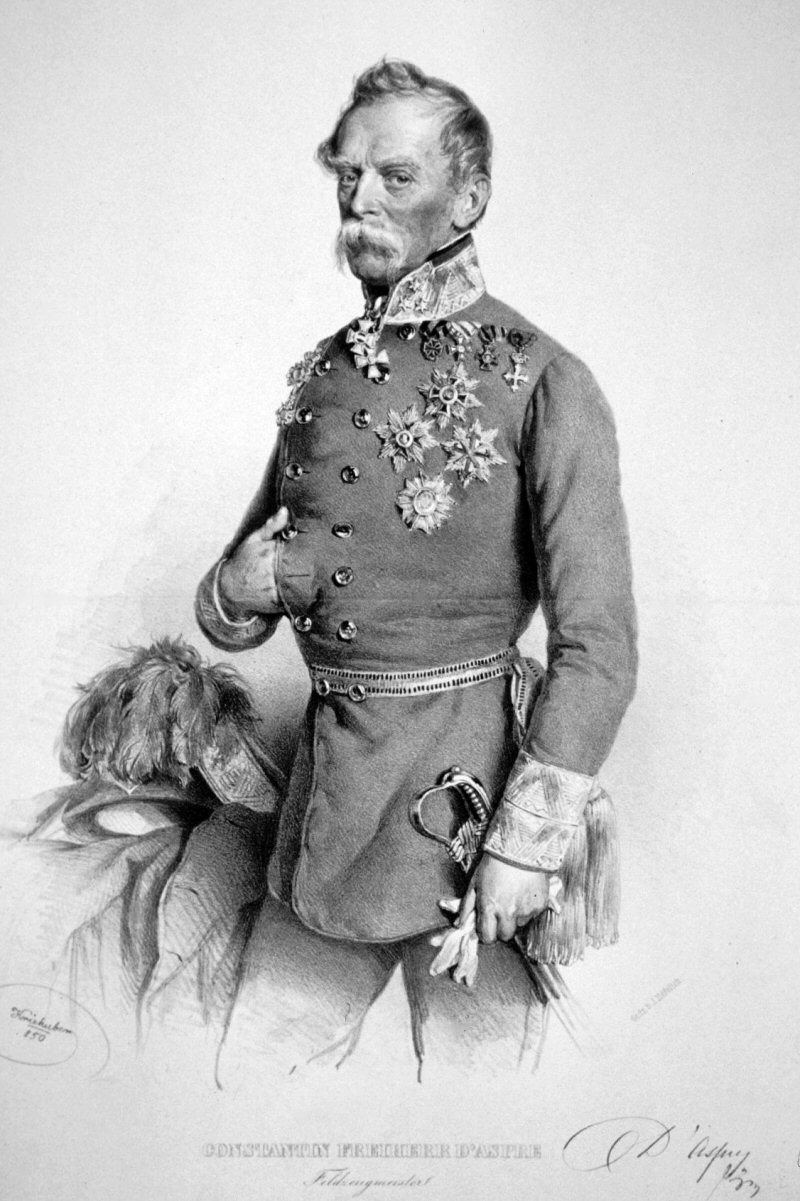
Konstantin d’Aspre, comandante del 2º corpo austriaco, fu uno dei protagonisti della battaglia di Custoza

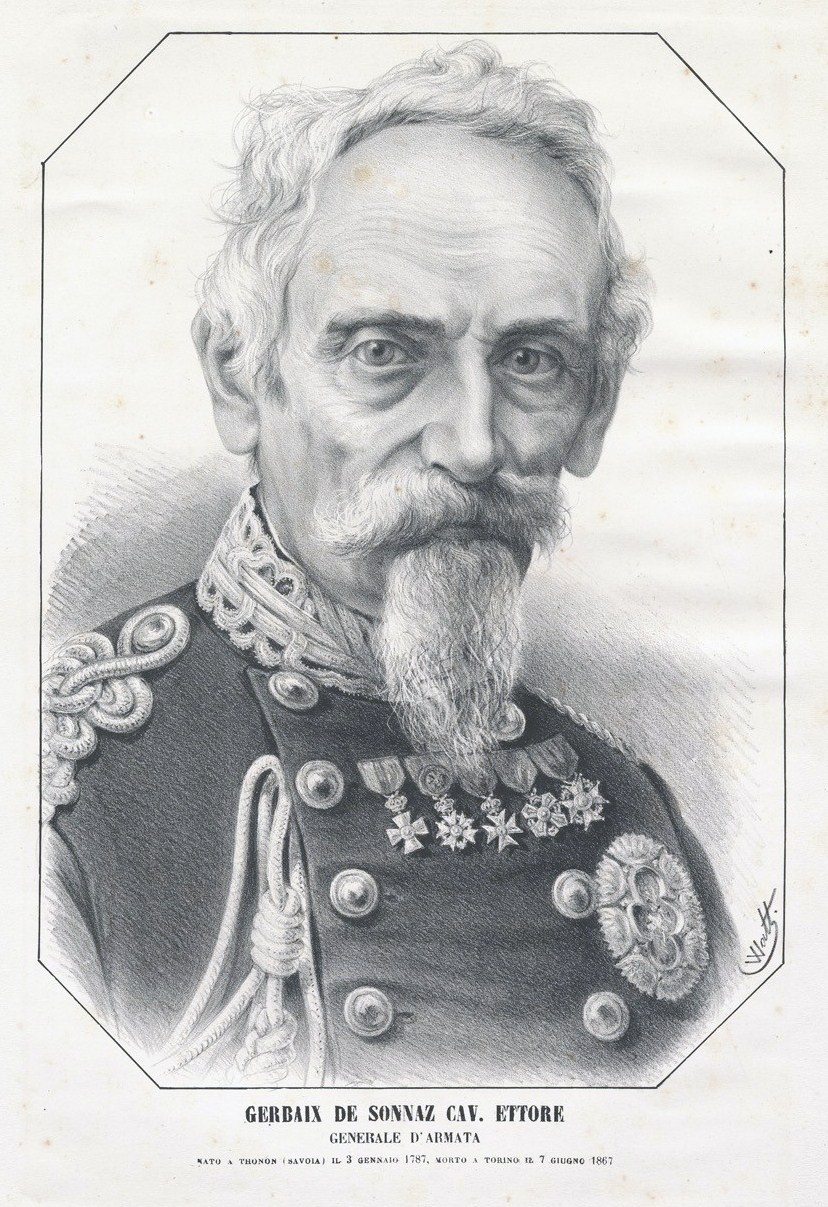
Ettore de Sonnaz, capo del 2º corpo piemontese, nelle fasi cruciali della battaglia si trovò inattivo sulla sponda destra del Mincio

Per il comando piemontese non restava che continuare nella mossa così felicemente intrapresa: spingere l'indomani 25 luglio la brigata Piemonte della 4ª divisione del duca di Genova in direzione di Oliosi (oggi frazione di Castelnuovo del Garda) e Salionze, la 1ª divisione di riserva del duca di Savoia verso Monzambano e la brigata Aosta verso Valeggio di modo da prendere anche contatti con il 2º corpo e tagliare la strada agli austriaci.
Radetzky però prevenne i piemontesi e facendo perno su Valeggio attuò una conversione a destra trovandosi ad attaccare il nemico su Custoza e Sommacampagna da nord-ovest. Attaccheranno il 2º corpo austriaco con il 1° che lo seguirà richiamate le due brigate dalla sponda destra del Mincio; in seconda linea avanzeranno anche il 3º corpo e il 1° di riserva. Di conseguenza, un insieme di 24 battaglioni, 17 squadroni e 42 cannoni piemontesi mosse al mattino del 25 luglio contro una forza di 43 battaglioni, 32 squadroni e 157 pezzi d'artiglieria austriaci. Il rapporto di forze era di 20 000 contro 40 000.
Per motivi logistici l'avanzata piemontese fu parziale, scoordinata e si interruppe per consentire il mutamento dello schieramento da offensivo a difensivo viste le notizie che arrivavano di ingenti forze nemiche in marcia. Cosicché la brigata Piemonte, e la brigata Cuneo della 1ª divisione di riserva del duca di Savoia (che aveva stornato forze suppletive su Valeggio), lungi dall'essere in marcia da 4 o 5 ore, si trovarono alle 10 del mattino alle posizioni di partenza. Più a sud, nello stesso momento, l'artiglieria austriaca aprì il fuoco a Valeggio e alle undici venne sferrato l'attacco piemontese, presto interrotto per l'energica difesa nemica. Né si avevano notizie, dalla sponda destra del Mincio, del 2º corpo piemontese di de Sonnaz, al quale non erano arrivati in tempo gli ordini.

## Gli scontri attorno a Custoza
Fra le 11 e le 12:30 dello stesso 25 luglio il duca di Genova (ala destra dello schieramento piemontese), presso Sommacampagna, respinse energicamente tre attacchi successivi nemici; mentre al centro, pur dopo una vigorosa resistenza, vennero abbandonate alcune posizioni avanzate. Alle 13:30 venne sferrato un nuovo attacco da parte del 2º corpo austriaco, il sesto, per cui le difese di Sommacampagna dovettero abbandonare le posizioni e ritirarsi su Staffalo e Custoza.
Alle 15 giunse la notizia che de Sonnaz dalla sponda destra del Mincio non sarebbe potuto entrare in azione che dopo tre ore, a causa della stanchezza delle sue truppe. Carlo Alberto, visto l'aumentare delle forze nemiche, ordinò a de Sonnaz di portarsi a Goito con parte del suo contingente, lasciando il resto a Volta, da abbandonare solo qualora il generale lo ritenesse “imperiosamente necessario”. Tuttavia de Sonnaz, scoraggiato dai risultati ottenuti nei giorni precedenti, a mezzanotte abbandonò senza combattere anche Volta.
Alle 16 dal lato di Valeggio (ala sinistra dello schieramento piemontese) si sviluppò da più punti il contrattacco generale del 1º corpo austriaco trovando una difesa accanita nei soldati di Bava che tuttavia si ritirarono lentamente. Al centro era intanto ripresa la battaglia e all'ala destra piemontese alle 17:15 venne scagliato l'ultimo risolutivo attacco austriaco. Il duca di Genova, minacciato di avvolgimento da entrambi i lati, alle 17:30 ordinò la ritirata che venne eseguita in ordine su Villafranca e che fu protetta dalla carica di cavalleria di uno squadrone e mezzo di Novara.
Ripiegate l'ala sinistra e l'ala destra dello schieramento piemontese, al centro, la difesa affidata al colonnello Enrico Morozzo Della Rocca si trovò sola con i battaglioni assottigliati e sfiniti. Alle 17:45 fu sferrato un nuovo attacco, ancora una volta respinto. Ma alle 18:30 gli austriaci avanzarono ancora, sostenuti dall'artiglieria. I difensori, sempre combattendo, ripiegarono su Custoza e alle 19:30 gli uomini di Radetzky lanciarono un ultimo energico assalto e gli ultimi strenui difensori ripiegarono anch'essi in pianura. In questa, come nelle circostanze precedenti, gli austriaci non inseguirono il nemico. Si concluse così lo scontro di Custoza, per il quale i piemontesi lamentarono 212 morti, 657 feriti e 270 prigionieri; gli austriaci 175 morti, 723 feriti e 422 fra prigionieri e dispersi.

## L'epilogo di Volta Mantovana

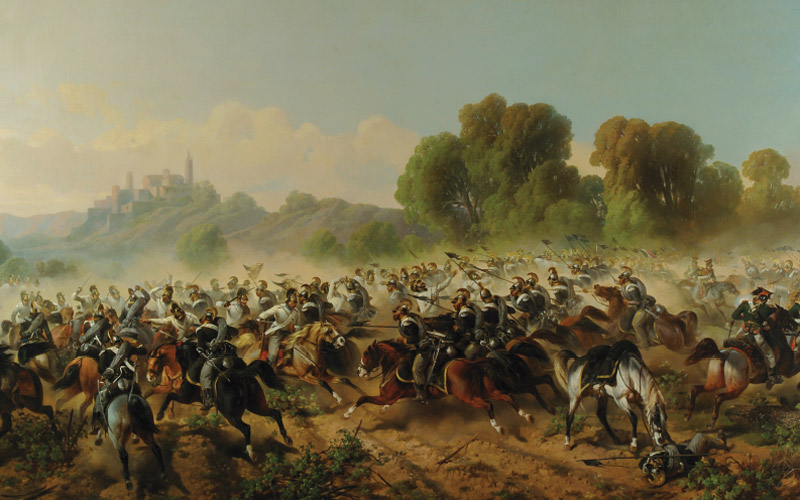
La carica del Genova Cavalleria (a destra e in primo piano) presso Volta Mantovana il 27 luglio 1848

Alle 22 del 25 luglio 1848 Carlo Alberto ordinò a Bava la ritirata generale su Goito e un'ora e mezzo dopo inviò l'ordine a de Sonnaz di tenersi fermo a Volta e contenere il nemico sul Mincio. A quel punto probabilmente il comandante del 2º corpo piemontese aveva già deciso di abbandonare l'avamposto. Egli ricevette comunque l'ordine solo a Goito dove arrivò alle 5 del mattino del 26 luglio. Alle 12 Carlo Alberto gli ordinò di tornare a Volta con la 3ª divisione la quale, per evitare il caldo delle ore centrali della giornata, si mise in marcia solo alle 16.
Alle 18 le avanguardie austriache, precedendo di qualche minuto la 3ª divisione, occuparono Volta. Cosicché de Sonnaz dovette procedere a un attacco contro il quale la resistenza nemica fu tenacissima. I piemontesi riuscirono a penetrare nell'abitato dove infuriò una lotta serrata che si protrasse fino al buio. Alle 20 giunsero forti rinforzi austriaci e alle 21 il generale d’Aspre chiese l'intervento del comando supremo. Dopo le 23 il combattimento si andò spegnendo e alle 2 dopo mezzanotte de Sonnaz ordinò alle truppe di retrocedere in attesa di rinforzi.
Carlo Alberto, intanto, si decise ad abbandonare il blocco di Mantova e a inviare la brigata Regina verso Volta, dove arrivò alle 4 del mattino. Il nuovo attacco piemontese gravò principalmente sull'unità appena giunta. Sebbene condotto con slancio l'assalto fallì e ben presto fu sferrato un grande contrattacco austriaco. Di fronte alla potente pressione avversaria, alle 6 del 27 luglio, de Sonnaz ordinò la ritirata su Goito.
Il ripiegamento iniziò in ordine. Dopo alcuni chilometri di cammino, però, 3 squadroni di cavalleria austriaci di ulani tentarono di scompigliarlo. Ma erano da poco giunti i reggimenti Savoia e Genova Cavalleria, e quest'ultimo con una brillante carica respinse il nemico in disordine. Agli ulani seguirono 3 squadroni di dragoni, anch'essi respinti e messi in fuga dal Savoia Cavalleria. Un terzo attacco della cavalleria austriaca fu respinto dalla retroguardia piemontese, subito appoggiata dalla cavalleria piemontese che allontanò definitivamente il nemico. Alle 10 le truppe di de Sonnaz erano a Goito. Terminava così la battaglia di Custoza.

## Conseguenze
Le truppe austriache vinsero la battaglia, e i piemontesi furono costretti alla ritirata che si sarebbe conclusa con l'armistizio di Salasco. Le truppe di Carlo Alberto erano ormai stanche e demoralizzate. Inoltre si era creata una frattura all'interno del comando piemontese: mentre Carlo Alberto sembrava disposto a continuare la lotta, altri capeggiati da Bava sembravano più propensi a portare le truppe oltre il Ticino non ritenendo più possibile difendere la Lombardia.